# Кордофанский жираф
Кордофа́нский жираф (лат. Giraffa camelopardalis antiquorum) — подвид жирафа, обитающий в северном Камеруне, южном Чаде, Центральноафриканской Республике и, возможно, в западном Судане. Представителей подвида нередко принимают за западноафриканского жирафа, обитающего в том же ареале, например, в северном Камеруне. Генетические исследования показали, что все «западноафриканские жирафы» в европейских зоопарках фактически являются кордофанскими. По сравнению с большинством других подвидов кордофанский жираф относительно невысокий, 5—6 метров, с более неровными пятнами на внутренней стороне ног. Название подвиду дано по местности Кордофан в Судане. В дикой природе живут около 2000 особей.
Кордофанские жирафы часто становятся объектом браконьерской охоты: их шкура используется для выработки предметов роскоши, а мясо годится в пищу.